# Gigi Camedda
Gigi Camedda, all'anagrafe Luigi Camedda (Vallorbe, 6 maggio 1960), è un musicista e cantante italiano.

## Biografia

### Il Coro degli Angeli
Nel 1982, insieme ai fratelli Poddighe,  Andrea Parodi, Gino Marielli e Giampaolo Conchedda con il Coro degli Angeli, pubblica l'album in studio Canzoni di Mogol - Battisti,  Misterios nel 1984 e Shangay nel 1986. Con tre album dal vivo Cantare - Gianni Morandi nel 1980, Live @ RTSI Gianni Morandi nel 1983.

### I Tazenda
Nel 1988 ha formato, con Gino Marielli e Andrea Parodi, suoi compagni nel gruppo degli anni 80 Coro degli Angeli, il gruppo etno-rock sardo Tazenda, di cui è ancora oggi tastierista e voce.
Insieme a Gino Marielli è l'unico membro fondatore ancora presente nella formazione odierna, visto l'abbandono e la successiva scomparsa dell'ex cantante Andrea Parodi. Nel periodo che va dall'addio di Parodi all'arrivo di Beppe Dettori è stato anche voce principale del gruppo. Fra i tre Tazenda è la voce più roca.
Nell'aprile 2021, insieme ai Tazenda e a Renato Cubo è autore dell'inno della Dinamo Sassari, cantato da Baz.

## Partecipazioni al Festival di Sanremo

### Interprete e autore coi Tazenda
| Edizione                 | Artista                      | Brano                    | Autore                    | Categoria | Posizione |
| ------------------------ | ---------------------------- | ------------------------ | ------------------------- | --------- | --------- |
| Festival di Sanremo 1991 | Tazenda & Pierangelo Bertoli | Spunta la Luna dal monte | L. Marielli e P. Bertoli  | Campioni  | 5         |
| Festival di Sanremo 1992 | Tazenda                      | Pitzinnos in sa gherra   | L. Marielli e F. De André | Campioni  | 8         |

### Ospiti coi Tazenda
| Edizione                 | Artista               | Brano        | Autore   |
| ------------------------ | --------------------- | ------------ | -------- |
| Festival di Sanremo 2009 | Tazenda & Marco Carta | La forza mia | P. Carta |

## Discografia

### Coro degli Angeli
Album in studio
- 1982 - Canzoni di Mogol - Battisti.
- 1984 - Misterios.
- 1986 - Shangay.

Album dal vivo
- 1980 - Cantare - Gianni Morandi.
- 1983 - Live @ RTSI Gianni Morandi.
- 1997 - Coro degli Angeli Live Concert 1984/87.

### Tazenda
Album in studio
- 1988 – Tazenda.
- 1991 – Murales.
- 1992 – Limba.
- 1995 – Fortza paris.
- 1998 – Sardinia.
- 2005 – ¡¡¡Bum-ba!!!.
- 2007 – Vida.
- 2008 – Madre Terra.
- 2012 – Ottantotto.
- 2021 – Antìstasis.

Album dal vivo
- 1993 - Il popolo rock.
- 2001 - Bios.
- 2005 - Tazenda'.
- 2009 - Il nostro canto - Live in Sardinia.
- 2011 - Desvelos tour.
- 2015 - Il respiro live.

Raccolte
- 1997 - Il Sole di Tazenda.
- 2016 - S'istoria.